# 巴特霍尔德·格奥尔格·尼布尔

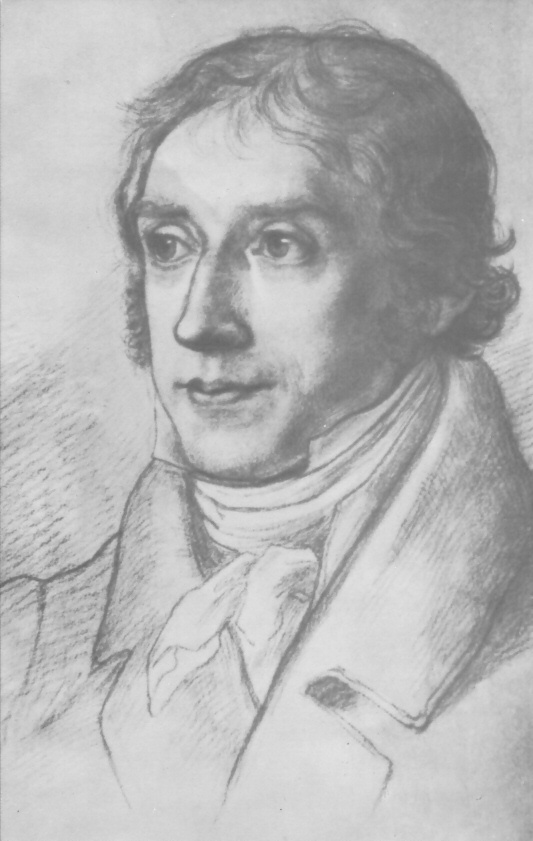
巴特霍爾德·格奧爾格·尼布爾

巴特霍尔德·格奥尔格·尼布尔（德語：Barthold Georg Niebuhr，1776年8月27日—1831年1月2日）德国丹麦裔政治家、银行家、历史学家，当时德国古罗马历史学的领军人物，现代学术历史学奠基人之一。

## 生平
父亲为丹麦旅行家和考古学家。1796年毕业于基尔大学。曾求学于伦敦、爱丁堡诸大学。1806年担任普鲁士国王财政顾问。1810年辞去公职，在新成立的柏林大学担任历史学教授，主讲罗马史和考古学，同时兼任普鲁士王家史。1816年为普鲁士驻罗马使节。主要著作有《罗马史》三卷，从上古写到公元前三世纪中叶。运用理性主义的批判方法研究史料，并最早确认罗马氏族制度的存在。 

## 著作
- 《罗马史》
- 《希腊英雄史》